# Jos Gemmeke
Brunita Josepha (Jos) Gemmeke (ook bekend als Josje Mulder en Jos Mulder-Gemmeke) (Amsterdam, 3 juni 1922 – Den Haag, 20 december 2010) was een Nederlandse verzetsstrijdster tijdens de Tweede Wereldoorlog. Gemmeke was naast koningin Wilhelmina de enige vrouw die geëerd was met de Militaire Willems-Orde.

## Tijdens de oorlog

### Illegale pers
Gemmeke begon tijdens de Tweede Wereldoorlog in Den Haag haar verzetswerk met het verspreiden van de illegale krant Je Maintiendrai, Jos Mulder en Cock van Paaschen hadden deze samen opgericht. De krant werd in het Vredespaleis gedrukt. Later werkte ze als agente en verbindingsofficier, waarbij zij meerdere malen het transport van radiozenders en andere materialen die vanuit Engeland werden verstuurd, naar verzetsgroepen in Nederland verzorgde.
In de nacht van 31 maart 1944 werden Tobias Biallosterski en Jan Steman in Brabant gedropt. Na het verstoppen van hun parachute, helmen, kleding en zender in een aardappelveldje vervolgden zij hun weg. Hun missie heette Draught, zij moesten de illegale pers helpen. Het Englandspiel was net afgelopen en verbindingen tussen Engeland en het verzet waren slecht. Jos Mulder wist niets van hun komst totdat Tobs Biallosterski haar op 2 april belde. Tobs had veel geld voor haar en een boodschap van de koningin. Toen hij met Van Paaschen zijn zender ging opgraven, bleek deze verdwenen te zijn. In het Vredespaleis meldde hij dit aan Gemmeke, waarna hij besloot terug te keren naar Engeland. Jan Steman heette voortaan Pieter Dekker, en zou met Gemmeke radioboodschappen coderen.
Hoewel de zender van Tobs verloren was hadden ze wel de kristallen gevonden. Herman Leus, ook in Brabant gedropt, was zijn kristallen kwijtgeraakt, dus samen zouden zij kunnen zenden. Gemmeke moest de zender gaan ophalen.

### Fietstocht
Op 23 oktober 1944 begaf zij zich per fiets door de vijandelijke linies naar Brussel om microfilms, die verstopt zaten in haar zilveren poederdoos en haar schoudervulling, naar het hoofdkwartier van Prins Bernhard te vervoeren, bestemd voor het Bureau Bijzondere Opdrachten, een van de Nederlandse spionagediensten in Londen. Hiervoor moest zij de rivieren oversteken. Eerst fietste zij naar Rotterdam en Gorinchem, waar ze de pont zou nemen. Deze bleek door Duitsers bewaakt te worden. In de Ursulakliniek in Wassenaar had een bevriende dokter haar geleerd hoe zij een zenuwtrek in haar gezicht moest nadoen, hetgeen bij de pont goed van pas kwam. Ze had een Ausweis om naar Den Bosch te gaan voor familiebezoek, die een bewaker ongeldig had bevonden, maar toen liet zij een andere bewaker geloven dat zij een zenuwinzinking nabij was. Hij wilde haar wel doorlaten maar dan moest ze met de Hauptmann spreken. Bij het doorzoeken van haar koffer vond deze een paar brieven en arresteerde haar. De wacht werd afgelost en de volgende Hauptmann las de brieven, vond er niets verdachts in, waarschuwde haar voor haar onbezonnenheid en liet haar weer vrij.
Ze fietste verder richting Heusden. Er reden veel Duitsers over de dijk in beide richtingen en er werd zes keer door Engelse jagers op hen geschoten. Onderweg kwam ze veel Duitse militairen tegen die zich met hun gewonden van het front terugtrokken. Bij Heusden moest ze de brug over. Ze werd door Duitsers staande gehouden en zei dat ze naar haar vriendje ging. Net op dat moment kwamen er vier jagers over die hen beschoten. De Duitsers verscholen zich, zij maakte van het moment gebruik om de brug over te steken. Voor deze actie kreeg zij in 1950 de Militaire Willems-Orde. Vanuit Brussel vertrok zij naar Engeland, omdat dat de enige manier was om zo snel mogelijk naar Nederland te kunnen terugkeren.

### Gedropt
In Londen werd zij door het Special Operations Executive opgeleid tot geheim agent, waarna ze op 10 maart 1945 in een ijskoude stormachtige nacht vanuit een Stirling bommenwerper per parachute bij Nieuwkoop werd gedropt. Bij de landing kwam ze in een sloot terecht. Ze werd door verzetsmensen gered, maar kreeg een infectie. Ze werd beter met behulp van de penicilline die ze naar Nederland had gebracht, maar haar rug werd permanent beschadigd. De droppingsploeg stond onder leiding van Jaap Roggeband. In die groep zat ook Bep Tijsterman-de Kuijer, die de parachute meenam en er in 1946 een verlovingsjurk van maakte.

## Na de oorlog

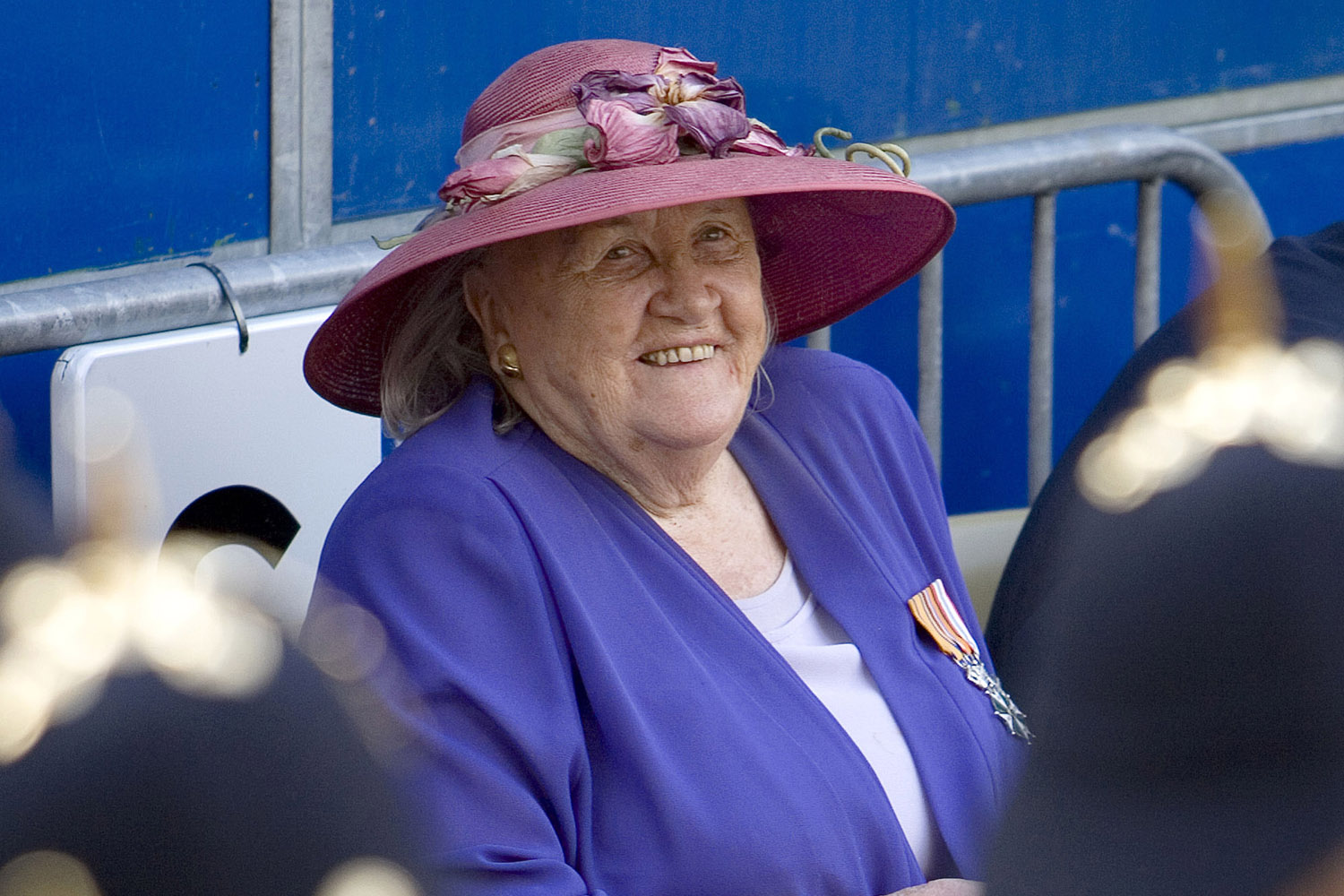
Gemmeke tijdens Prinsjesdag 2006

Na de bevrijding wilde zij zo snel mogelijk haar gewone leven weer oppakken en verbrak daarom alle contacten uit het verzet. Ze trouwde in 1947 en kreeg een zoon en een dochter. In 1961 ontmoette ze haar derde echtgenoot, luchtmacht-militair en oorlogsvlieger Joop Mulder. Ook hij heeft de Militaire Willems-Orde. Later ontdekten zij dat zijn squadron haar op 23 oktober 1944 had beschoten toen zij de brug bij Heusden overstak op weg naar Brussel.
Pas in de laatste twintig jaar van haar leven verbrak ze het zwijgen; sindsdien was ze aanwezig bij de belangrijkste herdenkingen. Op 8 juli 1950 werd zij voor haar verzetswerk benoemd tot Ridder (4e klasse) in de Militaire Willems-Orde. Zij was, samen met Koningin Wilhelmina, de enige vrouw die deze onderscheiding ooit kreeg. Joop Mulder en Jos Gemmeke vormden het enige echtpaar waarvan beide echtelieden Ridders in de Militaire Willems-Orde waren. Ze was ook voorzitter van de Vereniging van Ridders in de Militaire Willems-Orde.

## Uitvaart

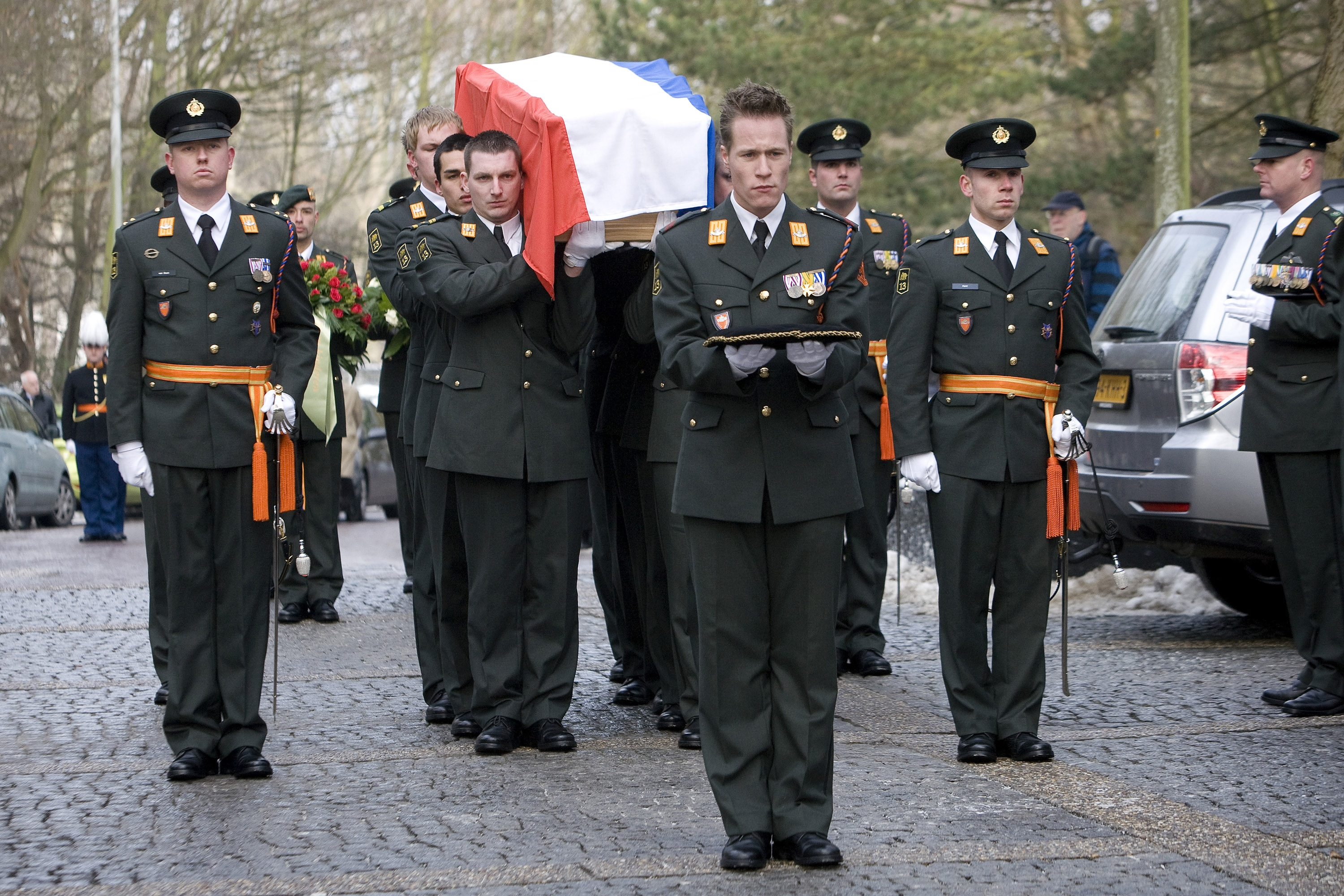
Gemmeke werd begraven met militaire eer

Op maandag 27 december 2010 werd op Crematorium Ockenburgh afscheid van Gemmeke genomen. Met ceremonieel eerbetoon van ruim 100 militairen en met saluutschoten van de 13de Gemechaniseerde Brigade namen de militairen afscheid. Er was een krans van koningin Beatrix, die vertegenwoordigd werd door een vrouwelijke overste van de luchtmacht.

## Twijfel
In een podcast die in 2019 gemaakt werd door journaliste Mijke van Wijk, van wie Jos Gemmeke de oudtante was, werd getwijfeld aan delen van het verhaal dat de verzetsheldin na de oorlog heeft verteld. Bij aankomst in Engeland, vertelde Gemmeke aan de MI5 bijvoorbeeld niets over de beschieting van de brug bij Heusden, zo bleek uit een dossier dat vrij kwam na haar dood. De beschieting werd niet onmogelijk geacht, maar wel onwaarschijnlijk. Ook het feit dat Gemmeke door haar toekomstige man zou zijn beschoten, werd onwaarschijnlijk geacht.

## Eerbetoon

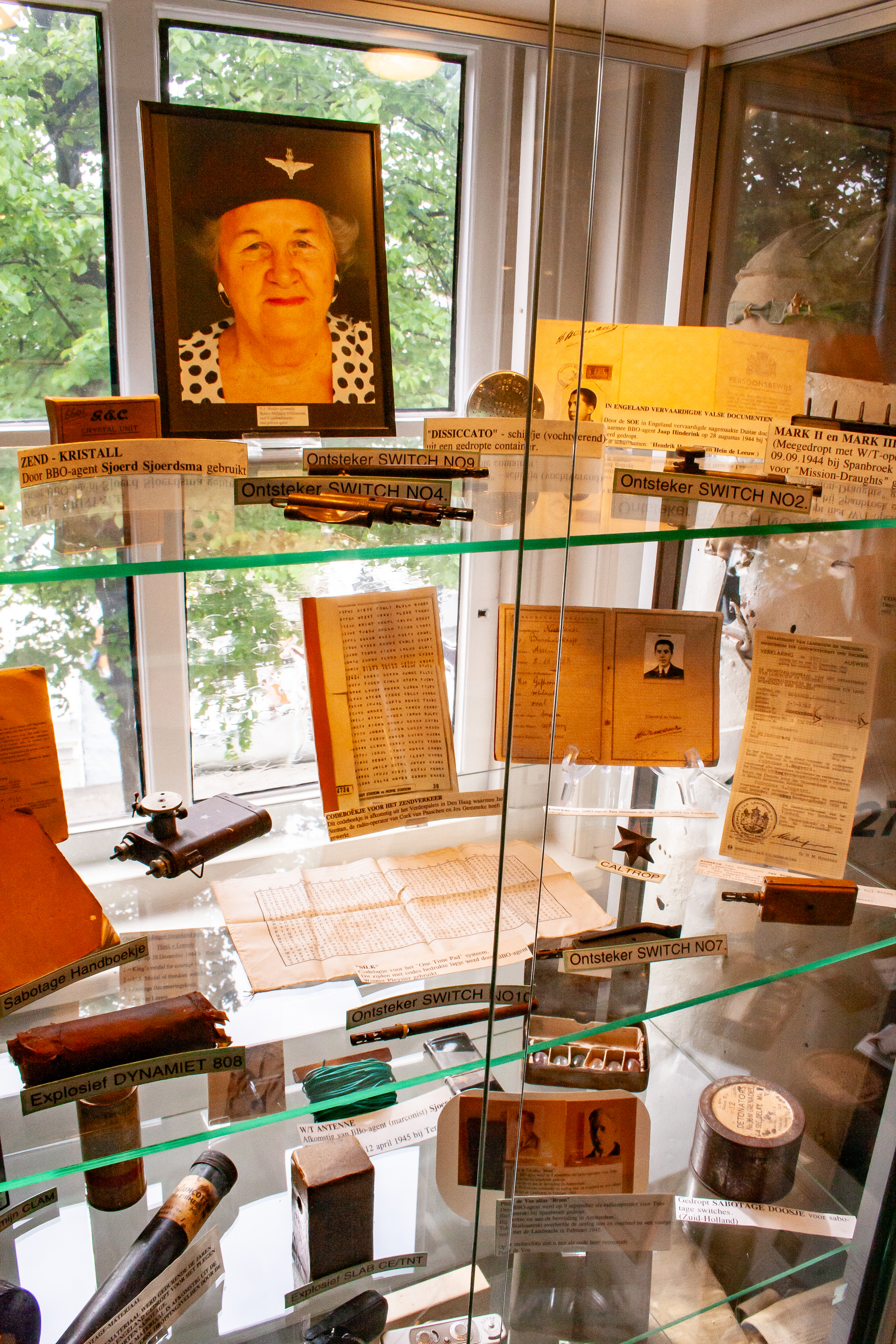
Jos Gemmeke in het Museum 1940-1945 te Dordrecht

- Ridder der Militaire Willems-Orde op 8 juli 1950 (uitgereikt op 28 februari 1951)[2]
- Verzetsherdenkingskruis 1940-1945[3]
- Medaille van de Koning voor Moed tijdens het verdedigen van de Vrijheid ("King's Medal for Courage in the Cause of Freedom", Verenigd Koninkrijk)[3]
- Gemeente Amsterdam benoemde in 2020 een Jos Gemmekebrug.